# Vitry-lès-Cluny
Vitry-lès-Cluny är en kommun i departementet Saône-et-Loire i regionen Bourgogne-Franche-Comté i östra Frankrike. Kommunen ligger i kantonen Cluny som tillhör arrondissementet Mâcon. År 2018 hade Vitry-lès-Cluny 82 invånare.

## Befolkningsutveckling
Antalet invånare i kommunen Vitry-lès-Cluny
| Referens: INSEE |